# Liga Regionalna piłkarek ręcznych
Liga Regionalna piłkarek ręcznych (ang. Women’s Regional Handball League), rozgrywki ligowe w piłce ręcznej kobiet, funkcjonujące od sezonu 2008/2009. Liga Regionalna powstała za zgodą sześciu Federacji: austriackiej, bośniackiej, chorwackiej, czarnogórskiej, serbskiej i słoweńskiej.
W pierwszym sezonie rozgrywek o mistrzostwo rywalizowało 6 drużyn. W sezonie 2009/10 w Lidze udział wzięło 8 drużyn.

## Edycje
| Edycja | Sezon     | 1. miejsce          | 2. miejsce            | 3. miejsce            | 4. miejsce         |
| I.     | 2008/2009 | Podravka Vegeta     | Budućnost T-Mobile    | Hypo Niederösterreich | RK Krim            |
| II.    | 2009/2010 | Budućnost T-Mobile  | Hypo Niederösterreich | Podravka Vegeta       | RK Krim            |
| III.   | 2010/2011 | Budućnost T-Mobile  | Podravka Vegeta       | RK Zaječar            | RK Metalurg Skopje |
| IV.    | 2011/2012 | Budućnost T-Mobile  | RK Zaječar            | RK Jagodina           | RK Metalurg Skopje |
| V.     | 2012/2013 | Podravka Koprivnica | Budućnost Podgorica   | RK Lokomotiva Zagrzeb | RK Metalurg Skopje |